# Incrucipulum ciliare
Incrucipulum ciliare är en svampart som först beskrevs av Heinrich Adolph Schrader, och fick sitt nu gällande namn av Baral 1985. Incrucipulum ciliare ingår i släktet Incrucipulum och familjen Hyaloscyphaceae.  Arten är reproducerande i Sverige. Inga underarter finns listade i Catalogue of Life.